# 许德勳
许德勋（9世纪—10世纪），五代十国时期楚国开国者马殷的重要将官。

## 唐朝年间
许德勋生年不详，蔡州朗山人。
许德勋年轻时为县吏，爱读书史，任性不群。秦宗权占据淮西时，许德勋前去归附，被擢为左军判官，与马殷同在帐下，又是同乡，关系很好。秦宗权派弟弟秦宗衡争夺淮南，以孙儒为副，刘建锋为前锋。孙儒杀秦宗衡，兼并其军众，与刘建锋、许德勋等盟誓。孙儒以许德勋为蹋白都指挥使。当时淮上闹饥荒，许德勋所到之处都先把粮仓封好等待孙儒。孙儒对左右说：“成我事者许蹋白也。”从此许德勋得以参与军中谋划。孙儒在宣城战败后，许德勋和刘建锋同入湖南，以军功被奏授检校太傅兼侍中。马殷代刘建锋后，以许德勋为内外马步军都指挥使。
天复三年（903年）四月，淮南节度使杨行密遣使知会武安军节度使马殷，称宣武军节度使朱全忠跋扈，欺凌唐昭宗，提议马殷与朱全忠绝交并与杨行密约为兄弟。马殷问下属意见，许德勋说，朱全忠虽然确如杨行密所言无道，但他挟天子令诸侯，马殷要尊奉皇室作为统治的基础，不应和朱全忠决裂。马殷同意了。
五月，荆南节度使成汭应朱全忠要求率军沿长江而下试图援救被杨行密部将李神福围攻的武昌军节度使杜洪，马殷趁机命许德勋率舟师万余人与武贞军节度使雷彦威部将欧阳思舟师三千余人联手突袭荆南军部江陵府。许德勋和欧阳思一起攻陷江陵，劫掠其府库和男女、伶人、能工巧匠等数千人而退。此事使得成汭军士气丧失，后败于李神福，成汭自杀。许德勋回武安军部潭州，途经岳州。岳州刺史邓进忠名义上为马殷下属，实则独立。邓进忠设宴招待许德勋，许德勋说服他完全归顺马殷。邓进忠同意了，率全族随许德勋回潭州。马殷以许德勋为岳州刺史，邓进忠为衡州刺史。马殷又派在城都指挥使秦彦晖和许德勋率水师救杜洪，不及，杜洪败死。但天祐三年（906年）三月，杨行密之子和继承人杨渥派先锋指挥使陈知新攻岳州，陈知新逐许德勋，占据岳州，成为淮南辖下的岳州刺史。

## 马殷为楚王年间

### 后梁年间
四年（907年）三月，朱全忠迫使唐昭宗之子和继承人唐哀帝禅位于他，终结了唐朝，建立了新的后梁朝，即太祖皇帝。他封马殷为楚王，从此马殷的领地被认为单独的楚政权，为后梁的附庸。
五月，不承认后梁、自己的领地形成独立的弘农国的杨渥以鄂岳观察使刘存为西南面都招讨使，岳州刺史陈知新为岳州团练使，镇南节度使刘威为应援使，别将许玄应为监军，大举攻楚。马殷派秦彦晖和水军副指挥使黄璠迎战，败俘刘存、陈知新，刘威逃遁，秦彦晖因而复夺岳州。许德勋回到岳州任刺史。雷彦威的弟弟和继任者雷彦恭引弘农攻平江，为许德勋所败。十月，马殷派秦彦晖和后梁荆南节度使高季昌将倪可福联手攻武贞军。雷彦恭求援于弘农。杨渥派泠业率水师屯昌江、李饶率歩骑屯浏阳，试图赴援，泠业进屯朗口，但许德勋率锐卒“定南刀”相迎，派五个善泅水者以树枝树叶掩护头部，手持长刀、巨斧，浮江而下，半夜袭泠业营，喊声如雷，弘农军大乱，许德勋麾楚大军后继，败泠业，泠业奔鹿角镇，被擒；楚军又破浏阳寨，擒李饶，掠上高、唐年数十寨而去，将泠、李都押回潭州斩杀。弘农援兵不至，开平二年（908年）五月，雷彦恭只得弃军部朗州，奔弘农。
这次合攻后，高季昌屯兵汉口，切断了马殷向后梁进贡的道路。八月，马殷派许德勋攻荆南，到沙头。高季昌害怕了，请和。
开平四年（910年），马殷派横州刺史姚彦章攻占宁远，宁远军节度使庞巨昭投降。但乾化元年（911年），清海军节度使刘龑攻打宁远。马殷派时任都指挥使的许德勋率桂州兵赴援，但姚彦章仍不能守，在许德勋帮助下将容州人口和库藏迁回长沙，于是刘龑夺取容管及高州。许德勋又为岳州刺史，乾化四年（914年）四月，他与都指挥使王环突袭弘农（此时已改国号为吴）治下武昌军的黄州，王环破黄州，擒刺史马邺，大掠而还。许德勋说吴国在武昌军部鄂州的驻军可能会拦截，但王环指出这次奇袭黄州事出突然，使得鄂州驻军自顾不暇不知所措，于是安然撤退。

### 后唐年间
天成二年（927年）二月，当时后梁已亡于后唐，马殷成为后唐附庸，已改名高季兴的高季昌和后唐断绝附属关系。后唐皇帝李嗣源以山南东道节度使刘训为南面招讨使、知荆南行府事，忠武军节度使夏鲁奇为副招讨使，率步骑四万讨伐之，命马殷也出兵。三月，马殷派时任都指挥使的许德勋出兵，但许德勋到了岳州便不再前进，最终没有和刘训一起攻打荆南。刘训不得不撤兵后，高季兴的领地成为事实上独立的荆南政权（又称南平）。
八月，明宗册封马殷为楚国王，使马殷成为自己领地的君主。马殷按皇朝的规格构建政府，以姚彦章为左丞相，许德勋为右丞相。
天成三年（928年）四月，吴右雄武军使苗璘、静江统军王彦章率一万水军攻岳州，屯君山侧，马殷派许德勋率一千艘艨艟战舰迎战。许德勋对诸将说：“淮人远道而来是趁我们不备，如果我们全军迎战，他们肯定害怕而逃了。”秘密将军队藏在角子湖驻扎，偃旗息鼓，与裨将詹佶以一千二百艘船入蛤子湖㺹山之南，造木龙锁舟，连夜秘密派王环率二百战舰断杨林浦吴军归路。吴军察觉，转移到荆江口，想会合荆南军合攻岳阳。许德勋派王环、詹佶以三百战舰（《十国春秋》作二千）袭吴水军之后，首尾夹击吴水军于道人矶，且走且战，许德勋亲自拥艨艟、梅花海鹘迅舸从后而至，断木龙，船遮蔽江面，车弩乱发，大战于荆江中，楚大获全胜，斩首千余级，吴军溺死万人，苗璘和王彦章都被擒。五月，马殷为和吴讲和，将二人遣回吴国。为二人饯行时，许德勋注意到马殷诸子争权，预言道：“为我向吴王谢罪，楚国虽小，旧臣宿将还在，我希望吴朝不要再想夺取它。如果你们想来攻，得等到众驹（双关语，指马殷诸子）争栈。”后来果然言中。后许德勋被加侍中。
高季兴和唐明宗决裂后，于六月投降吴国，吴皇帝杨溥封他为秦王。明宗命马殷攻荆南。马殷派许德勋攻荆南，以儿子馬希範监军。两军相遇时，高季兴从子云猛指挥使高从嗣单骑闯营来找马希範单挑，楚军不敢出，楚决胜副指挥使廖匡齐怒，对许德勋说：“这只不过是呆痴的人罢了！请为公擒之。”代马希範出战，杀高从嗣。高季兴求和，许德勋和马希範撤军。许德勋于此战后不久去世，享年七十余岁，但具体时间不详。许德勋之子许可琼后来成为马殷子马希萼和马希广楚王之争的重要角色，后汉乾祐三年（950年）楚王马希广被马希萼攻打时，许可琼为水军指挥使，私通马希萼，强弩指挥使彭师暠告发请求除之，马希广却说：“可琼是许侍中之子，岂会有这事！”最终许可琼投向马希萼，马希广败亡，楚国也因马殷诸子内斗而最终败亡。

## 评价
- 《十国春秋》论曰：国家之兴，岂不借有师武臣力哉！……而（李）琼之骁悍、（高）郁之谋画、德勲以威断称、（秦）彦晖以果毅著、（王）环则智深勇沉，（拓跋）恒则慷慨切直，皆一代将相才也。[19]……许、李（李琼）、秦（秦彦晖）、王（王环），皆桓桓虎臣，允矣干城之选也。
- 永州刺史李唐被称为“许德勋、李琼之亚”。[20]